# Grèce du Nord

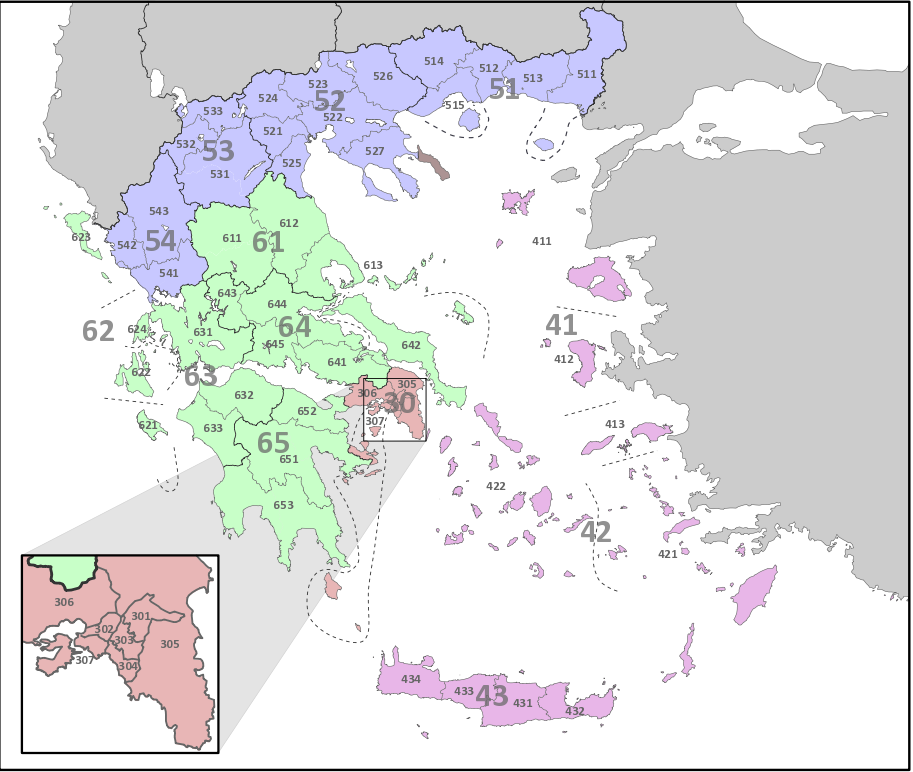
Régions NUTS de premier niveau de la Grèce en janvier 2015 :
EL3 : Attique
EL4 :
EL5 : Grèce du Nord
EL6 : Grèce-Centrale

La Grèce du Nord, en grec moderne : Βόρεια Ελλάδα / Vória Elláda, ou Grèce septentrionale, désigne la partie géographique du territoire grec qui comprend la Macédoine grecque et la Thrace. La Grèce du Nord peut inclure d'autres parties de la Grèce et d'autres régions. Historiquement et bibliographiquement, la Grèce du Nord peut inclure l'Épire et les îles de la mer Égée-Septentrionale, en raison de leur incorporation au royaume de Grèce à la fin des guerres balkaniques. La Grèce du Nord inclut parfois la Thessalie, principalement en raison de sa proximité géographique. Dans le cadre de la structure statistique primaire de l'Union européenne utilisant le découpage appelé Nomenclature des unités territoriales statistiques (NUTS), NUTS (Grèce) (el) pour le pays, la région étendue de la Grèce du Nord comprend depuis 2015, outre les régions de Macédoine et de Thrace, l'Épire. 
En tant que structure administrative, responsable des affaires des régions des zones géographiques de la Macédoine et de la Thrace, se trouve le ministère de la Macédoine-Thrace (el), qui était autrefois connu sous le nom de ministère de la Grèce du Nord (el), alors qu'à d'autres moments, il s'agissait du Secrétariat général du gouvernement grec. Selon le recensement de 2011, elle compte une population de 3 108 785 habitants.

## Cartes

Évolution du territoire de la Grèce de 1832 à 1947. Les terres intégrées après les guerres balkaniques sont représentées en vert (1913), en orange (1923) et en rose (1947).
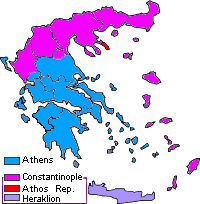
Les juridictions religieuses de l'Église orthodoxe en Grèce (en bleu). Les Nouvelles terres annexées par la Grèce après 1913 (en rose, rouge et violet) restent sous la juridiction ecclésiastique du patriarcat œcuménique de Constantinople.
Carte montrant la répartition des principales zones de dialectes grecs modernes[2] Le dialecte de l'Épire du Nord (non répertorié ici) appartient aux variétés du sud.